# Scoparia mexicana
Scoparia mexicana är en grobladsväxtart som beskrevs av R. E. Fries. Scoparia mexicana ingår i släktet Scoparia och familjen grobladsväxter. Inga underarter finns listade i Catalogue of Life.